# 張宗益
张宗益（1964年5月—），男，贵州松桃人，教授。曾任西南财经大学校长、重庆大学校长，现任厦门大学校长。

## 生平简介
1985年7月，成都科技大学电力系统及其自动化专业本科毕业；
1988年2月，重庆大学电气工程专业硕士研究生毕业，并在重庆大学工商管理学院担任教师；
1993年4月，获重庆大学工学博士学位；
1997年10月，任重庆大学工商管理学院（现为经济与工商管理学院）院长；
2001年4月，获英国朴茨茅斯大学经济学博士学位；
2004年12月，任重庆大学党委常委、副校长；
2005年5月，任重庆大学党委常委、副校长兼研究生院院长；
经中华人民共和国教育部面向海内外公开选拔后，于2012年4月起任西南财经大学党委常委、校长。
2017年4月，任重庆大学党委常委、常务副书记。
2018年1月3日，任重庆大学校长。
2022年4月1日，任厦门大学校长。

## 学术成就
张宗益主要从事转型经济及增长、技术创新及管理、金融风险管理、能源经济及管理等领域的研究，在《Journal of Comparative Economics》、《Economics of Transition》、《Journal of Development Studies》等学术杂志及学术会议上共发表论文250余篇，出版学术专著及教材12部，承担国家自然科学基金项目、国家863项目及省部级科研项目共60余项，作为第一获奖人科研成果获省部级一等奖3项，二、三等奖8项。